# 瑟斯頓 (紐約州)
瑟斯頓（英語：Thurston）是一個位於美國紐約州斯托本縣的鎮。

## 人口
根據2020年美國人口普查的數據，瑟斯頓的面積為94.58平方千米，當中陸地面積為94.15平方千米，而水域面積為0.43平方千米。當地共有人口1248人，而人口密度為每平方千米13人。